# Samantha Redgrave
Samantha Redgrave, född den 18 augusti 1995 i Gateshead, är en brittisk roddare.

## Karriär
Vid olympiska sommarspelen 2024 i Paris ingick Samantha Redgrave i det brittiska lag som tog silver i fyra utan styrman.